# Flagra (canção)
Flagra é uma canção de Rita Lee e Roberto de Carvalho que fala de cinema, fazendo várias referências a atores e filmes, na forma de trocadilhos, em versos como "Se a Deborah Kerr que o Gregory Peck / Não vou bancar o santinho / Minha garota é Mae West / Eu sou o Sheik Valentino!".

Em 1982 a canção foi o hit do momento, e também a preferida do cantor e ex-parceiro de Rita em Os Mutantes, Arnaldo Baptista que, naquele ano, recuperava-se do abuso de drogas.

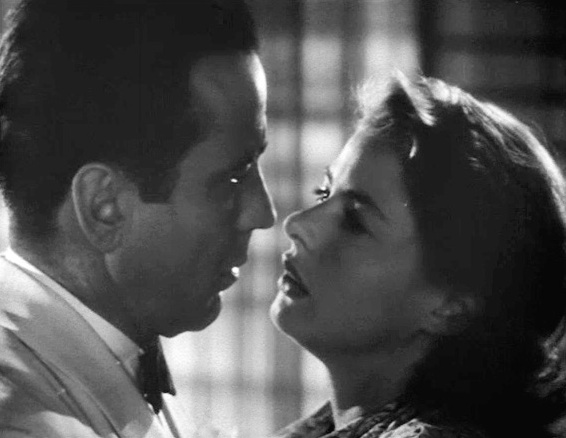
O beijo de Bogart e Ingrid Bergman, em Casablanca foi uma das cenas que ilustravam o clipe de abertura de Final Feliz, cuja trilha era a canção Flagra.

A canção foi a música-tema (de abertura) da telenovela da Rede Globo "Final Feliz", de Ivani Ribeiro, onde a letra era ilustrada por imagens de um cinema onde personagens famosos assistiam a conhecidas cenas de beijo de filmes que protagonizaram.